# 스클레로미스텍스속
스클레로미스텍스속(Scleromystax)은 칼리크티스과에 속하는, 브라질 남부와 남동부 강의 몇몇 지류에 서식하는 메기이다. 스클레로미스텍스속에 속하는 대부분의 종들은 암수차가 매우 크다. 예를 들어, 수컷의 가슴지느러미는 암컷에 비해 2~3배 길다. 하지만 S. salmacis의 경우, 암수차가 크지 않다.

## 분류학
스클레로미스텍스속은 과거에는 코리도라스속에 분류되었지만, 현재는 아스피도라스속과 가깝다고 여겨진다.

## 하위 종
- Scleromystax barbatus
- Scleromystax macropterus
- Scleromystax prionotos
- Scleromystax reisi (M. R. Britto, Fukakusa & L. R. Malabarba, 2016 )[2]
- Scleromystax salmacis
- Scleromystax kronei
- Scleromystax lacerdai